# Konnersreuth
Konnersreuth est une commune d'Allemagne, située en Bavière, à 573 mètres d'altitude.
Elle a vu la naissance de Thérèse Neumann et du franciscain Libérat Weiss mort martyr en Éthiopie en 1716. 